# Lưu Thư Điền
Lưu Thư Điền (tiếng Trung: 刘书田; tiếng Trung: 劉書田; bính âm: Liu Shutian; sinh tháng 12 năm 1940) là Thượng tướng Quân Giải phóng Nhân dân Trung Quốc (PLA). Ông từng giữ chức vụ Ủy viên Ban Chấp hành Trung ương Đảng Cộng sản Trung Quốc khóa XV, XVI, Chính ủy Quân khu Quảng Châu và Chính ủy Quân khu Thành Đô.

## Thân thế và binh nghiệp
Lưu Thư Điền sinh tháng 12 năm 1940, người Đằng Châu, tỉnh Sơn Đông. Tháng 12 năm 1958, Lưu Thư Điền nhập ngũ. Tháng 6 năm 1960, ông gia nhập Đảng Cộng sản Trung Quốc. Lưu Thư Điền từng đảm nhiệm chức vụ Tiểu đội trưởng; Cán sự khoa thuộc Phòng Chính trị Sư đoàn; Phó khoa trưởng; Trưởng khoa.
Năm 1980, Lưu Thư Điền nhậm chức Chính ủy Trung đoàn. Năm 1983, bổ nhiệm giữ chức Chính ủy Sư đoàn Pháo binh. Năm 1986, nhậm chức Chủ nhiệm Ban Chính trị Tập đoàn quân. Tháng 7 năm 1988, bổ nhiệm giữ chức Chính ủy Tập đoàn quân. Tháng 8 năm 1988, Lưu Thư Điền được phong quân hàm Thiếu tướng.
Năm 1992, Lưu Thư Điền tốt nghiệp Học viện Chính trị Nam Kinh Quân Giải phóng Nhân dân Trung Quốc.
Tháng 12 năm 1994, Lưu Thư Điền được bổ nhiệm làm Phó Chính ủy Quân khu kiêm Bí thư Ủy ban Kiểm tra Kỷ luật Quân khu Quảng Châu, Ủy viên Thường vụ Đảng ủy Quân khu. Tháng 7 năm 1996, Lưu Thư Điền được phong quân hàm Trung tướng.
Tháng 8 năm 1998, Lưu Thư Điền được bổ nhiệm làm Chính ủy Quân khu Quảng Châu, Bí thư Đảng ủy Quân khu. Tháng 6 năm 2002, Lưu Thư Điền được phong quân hàm Thượng tướng.
Tháng 12 năm 2003, Lưu Thư Điền được điều động giữ chức vụ Chính ủy Quân khu Thành Đô. Tháng 12 năm 2005, Lưu Thư Điền được miễn nhiệm chức vụ Chính ủy Quân khu Thành Đô ở tuổi 65, thay thế ông là Trương Hải Dương.